# 普丰德系
普丰德系是物理學上的氫原子的吸收譜線或發射譜線的一個系列，又稱為佈芬土系。這些譜線是奥古斯特·普丰德在1924年的實驗中發現的，是氫原子的電子在主量子數5和更高能階之間的躍遷所產生的譜線。
這些波長依序是： 
| {\displaystyle n} | 6    | 7    | 8    | 9    | 10   | {\displaystyle \infty } |
| 波長 (nm)         | 7476 | 4664 | 3749 | 3304 | 3046 | 2279                    |